# Paul de Favereau
Pour les articles homonymes, voir Favereau.
Paul-Louis-Marie-Célestin, baron de Favereau, né le 15 janvier 1856 à Liège et mort le 26 septembre 1922 au château de Jenneret est un homme d'État belge, membre du parti catholique.
De Favereau est docteur en droit.

## Carrière politique
- 1884 - 1900 : député pour l'arrondissement de Marche-en-Famenne
- 1896 - 1907 : ministre des Affaires Étrangères
- 1900 - 1922 : sénateur provincial de la province du Luxembourg
- 1911 - 1922 : président du Sénat.

En 1907, Paul de Favereau est nommé ministre d'État.

## Distinctions
- Grand cordon de l’ordre de Léopold de Belgique,
- Croix Civique de 1re Classe,
- Médaille commémorative du règne du roi Léopold II,
- Grand-croix
  - de l’ordre des Saints-Maurice-et-Lazare d’Italie,
  - de l'Ordre de la Couronne de Chêne de Luxembourg,
  - de l’ordre du Sauveur de Grèce,
  - de l’ordre du Double Dragon de Chine,
  - de l'Ordre de la Villa Vicosa de Portugal,
  - de l’ordre de l’Étoile polaire de Suède,
  - de l'Ordre de l'Aigle Blanc de Pologne,
  - de l'Ordre du Soleil Levant de Japon,
  - de l’ordre de l’Éléphant blanc de Siam,
  - de l'Ordre du Lion et du Soleil de Perse,
  - de l’ordre de la Légion d’honneur de France,
  - de l'ordre de l'Osmanié de Turquie et
  - de l’ordre de Pie IX.

## Descendance
Il épouse le 16 septembre 1884 Marie-Charlotte Frésart (1864-1947).
Du mariage de Favereau-Frésart est issu notamment Edith-Paul-Adeline-Marie-Joseph-Ernestine-Elisabeth de Favereau, née à Liège le 6 décembre 1889 qui épouse à Bruxelles, le 18 août 1912, le comte Charles-Albert d'Aspremont Lynden, ancien Ministre-Sénateur.